# Otto Sukup
Otto Sukup (13. října 1926, Kunovice – 29. května 2012, Praha) byl český sochař a pedagog.

## Život
Otto Sukup studoval v letech 1945 – 1950 na Akademii výtvarných umění v Praze v ateliérech pedagogů Jana Laudy, Karla Pokorného a Otakara Španiela. V letech 1967 – 1989 vedl oddělení tvarování dřeva a řezbářství na Střední uměleckoprůmyslové škole v Praze (Vyšší škola uměleckoprůmyslová). Byl členem Výtvarné skupiny Tolerance '95, Českého fondu výtvarných umění (ČFVU), Galerie Vltavín a Tvůrčí skupiny Radar (1960 – 1970).

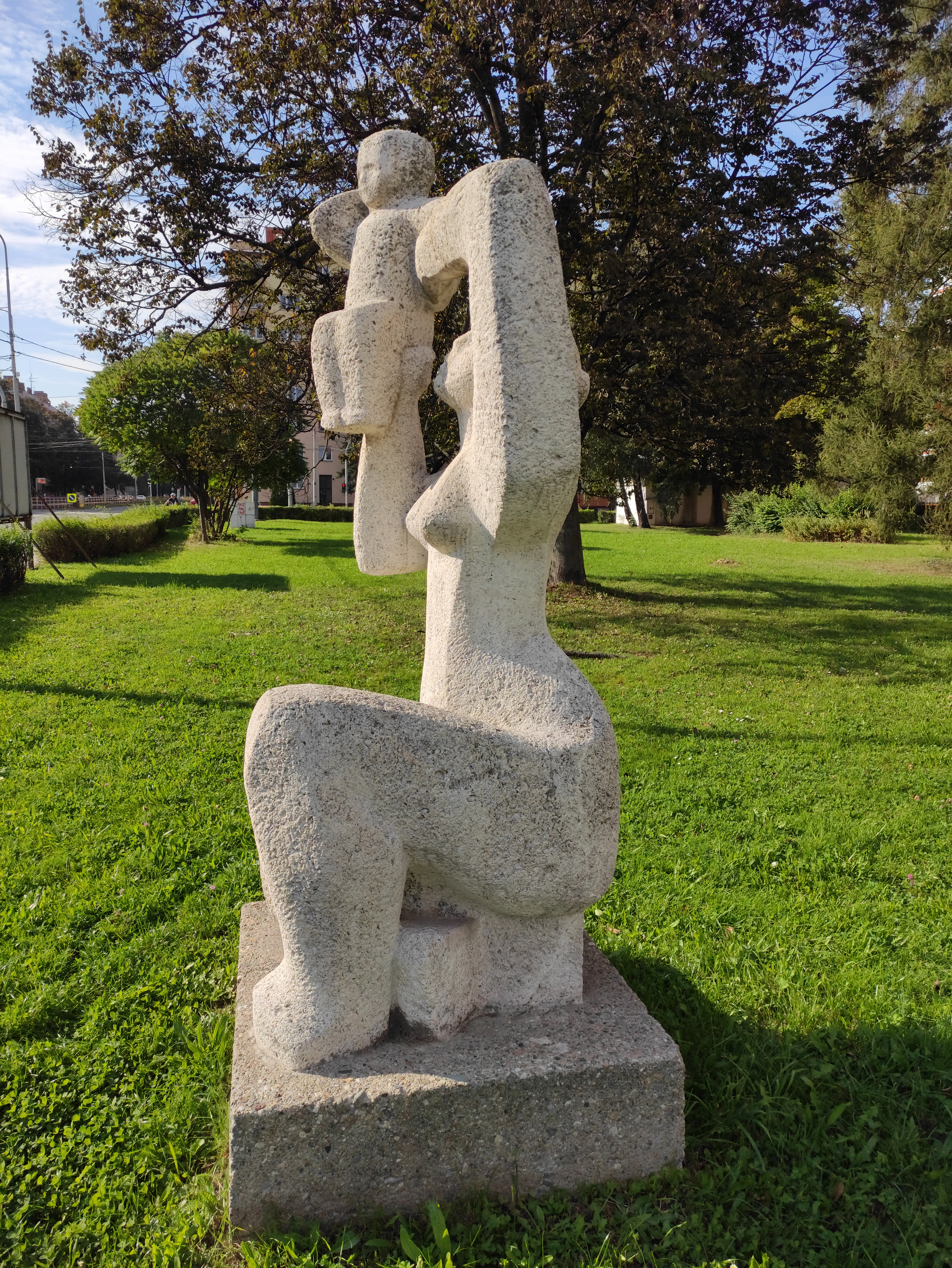
Matka s dítětem (1964)

## Tvorba
Autorské výstavy
- 1986 – Kresby a sochy, Atrium na Žižkově - koncertní a výstavní síň, Praha
- 2007 – Sochy a plastiky, Galerie Vltavín, Masarykovo nábřeží, Praha

Výběr z díla

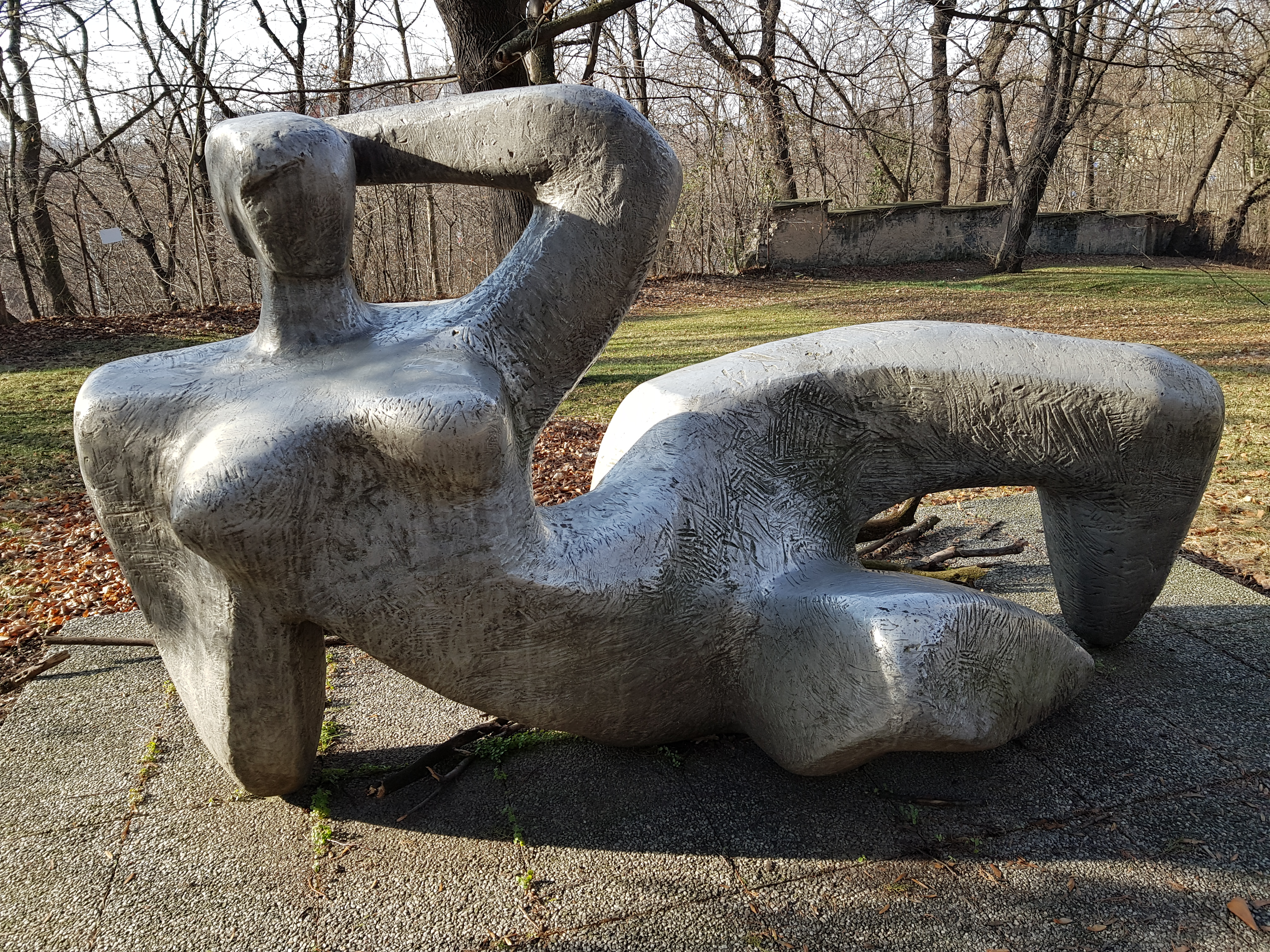
Koupající se žena (1966)

- 1957 – Emblémy strojírenství, Frýdek-Místek
- 1960 – Dvojice, beton, Praha 9-Vysočany (přemístěno)
- 1961 – fontána „Tři rackové“, Praha 9-Libeň, Balabenka (odstraněno)
- 1964 – Matka s dítětem, vápenec, Ostrava-Poruba
- 1966 – Ležící žena (Koupající se žena), hliník, Praha 9-Hloubětín
- 1967 – Ležící torzo, pískovec, Praha 9-Hloubětín
- 1969 – Kameny, pískovec, Ostrava-Poruba
- 1970 – Reliéfy pro mateřskou školu, pískovec, Praha 8-Kobylisy
- 1977 – Reliéf pro telekomunikační budovu Východočeského ředitelství spojů, Svitavy
- 1978 – Skulptura pro Telekomunikační budovu, dřevo, Polička
- 1985 – Jarní květ, slivenecký mramor, Praha 5-Košíře
- 1985 – Totem, dub, Praha 8-Kobylisy